# 南斗星君
南斗星君（なんとせいくん）は、中国において、南斗六星が道教思想によって神格化されたもので「生」を司っている。
北斗星君と対を成す存在で、北斗星君が厳格な性格なのに対し、南斗星君は温和な性格をしているという。
また、生と死を司る二人が許可すれば、人の寿命を延ばせるとも云われている。
容姿については諸説あり、その姿は炎のように燃え上がる衣に身を包む醜い老人であったり、北斗星君とは逆に美しい青年であるとも云われる（北斗星君の容姿は醜い老人という事でほぼ統一されている）。

白仙人と呼称される場合もある（偕成社　星と伝説　より）